# Curzon-vonal

Világoskék: az eredeti, 1919-ben javasolt Curzon-vonal.
Sötétkék: a Curzon-vonal 1939-ben, a Szovjetunió által javasolt változata.

Lengyelország nyelvi térképe 1937-ben

A Curzon-vonal Lord George Curzon of Kedleston brit diplomata által 1919-ben Versailles-ban javasolt demarkációs vonal Lengyelország és Szovjet-Oroszország között. A későbbiekben ez adta a lengyel–szovjet határ alapját.

## Utóélete
Lengyelországot, közhellyel élve a Molotov–Ribbentrop-paktummal „Sztálin néhány száz kilométerrel nyugatra tolta” és ezek a határvonalak a második világháború után is megmaradtak. Így gyökeresen átalakult helyzetbe kerültek a lengyelek és az ország kisebbségei is. Az 1947-es párizsi békekonferencián jóváhagyott országhatár az 1920-as évekre kialakult lengyel etnikai tértől nyugatra jött létre. Ennek következtében növekedett az országban élő lengyelek aránya és jelentősen csökkent a kisebbségeké. Ma keleten nagyjából az 1920-ban javasolt Curzon-vonal határolja az országot, míg nyugaton az Odera és Neiße folyók, melyek – a német lakosság kiűzése nyomán – napjainkra a német- és lengyellakta területek közötti választóvonallá is váltak.
A Lviv központú terület neve az ott élő nép körében a szovjet korszakban: „Zakerzonia” (Cursonon-túli vidék).